# Malayer
Malayer (em persa: Malāyer, ; antigamente Dowlatabad (persa: Doulatābād), também romanizada como Dowlatābād e Daūlatābād) é uma cidade do Irão, no centro-oeste do país. É a capital do condado de Malayer, província de Hamadã. Em 2006 tinha 153748 habitantes em 40750 famílias.
Malayer é a segunda maior cidade da sua província e é um centro de tecelagem de tapetes.

## Galeria

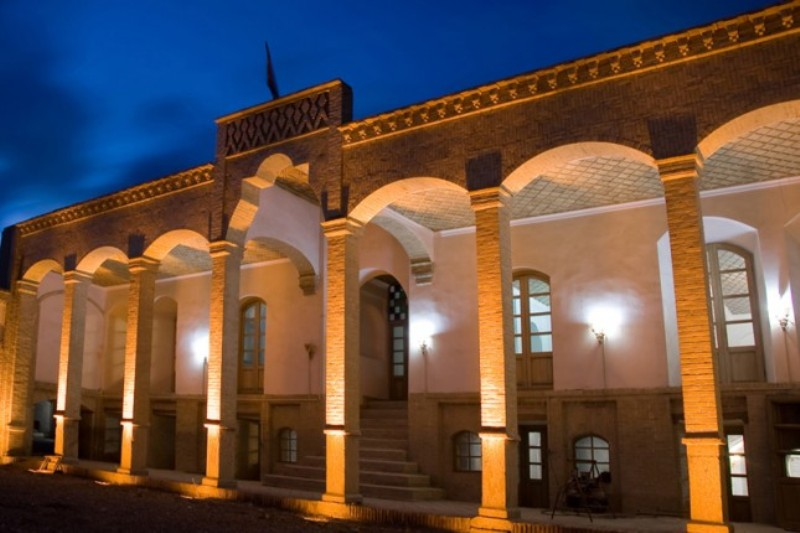
Museu de Malayer
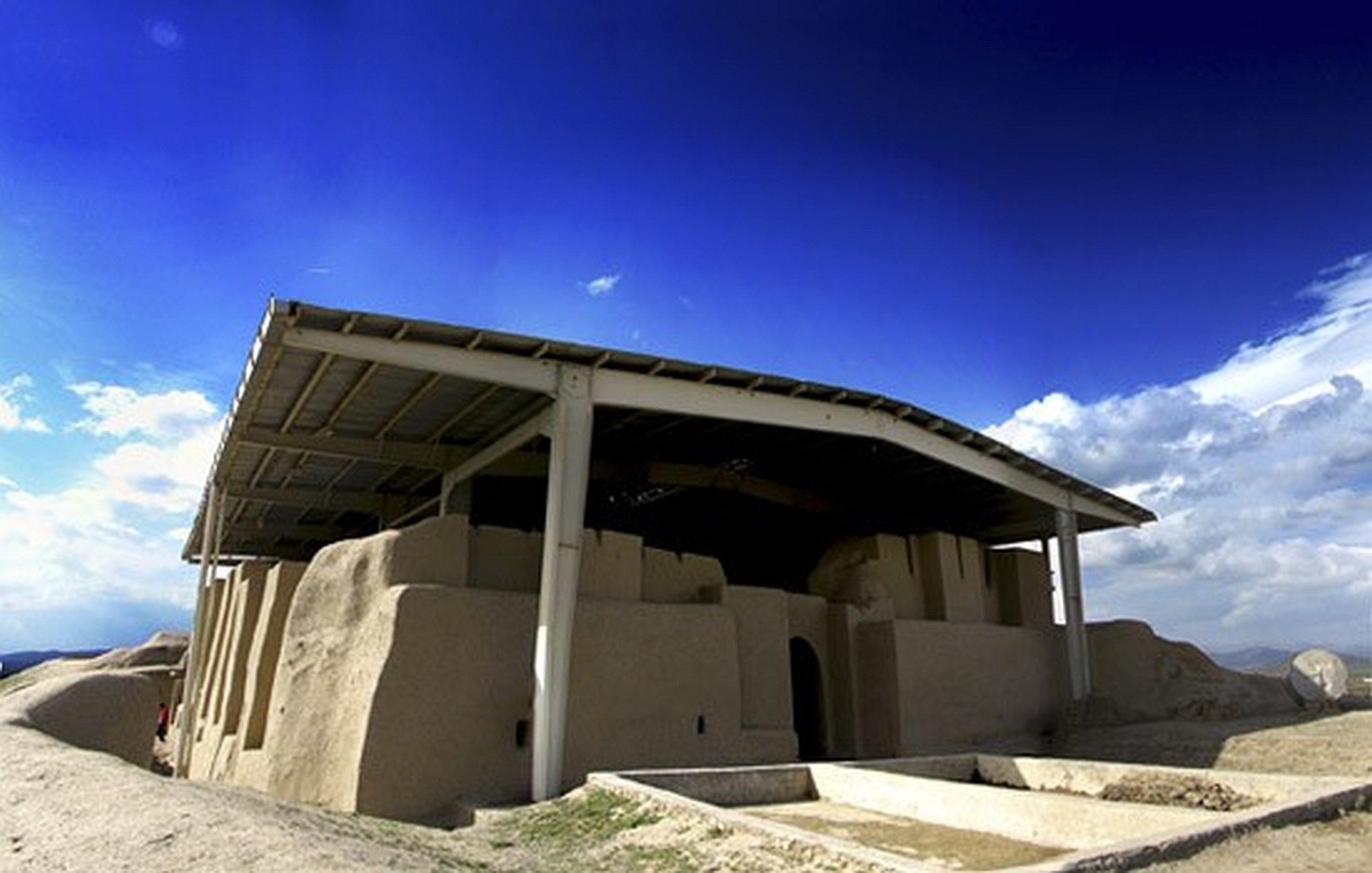
Nooshijan
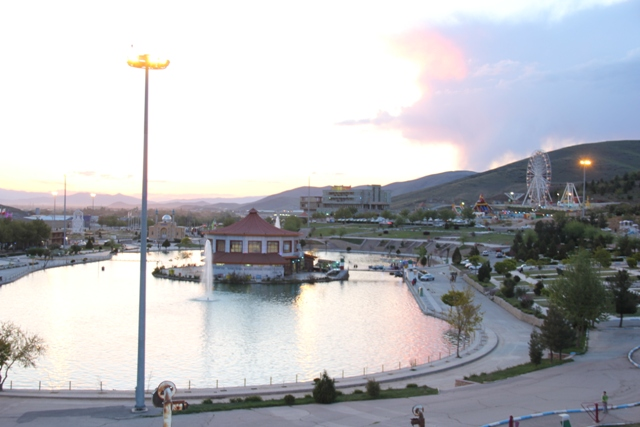
Parque Kosar em Malayer
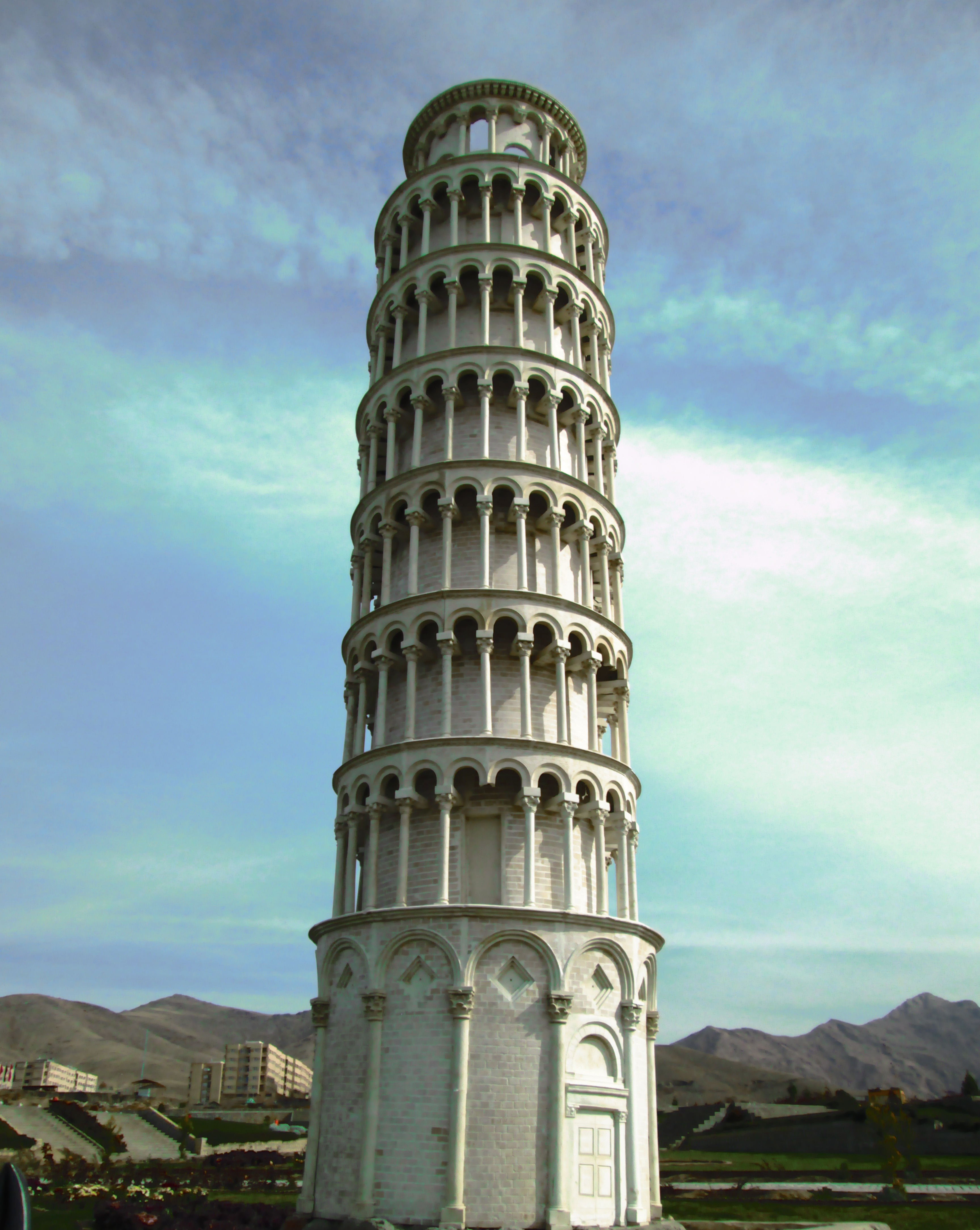
Réplica da Torre de Pisa em Malayer
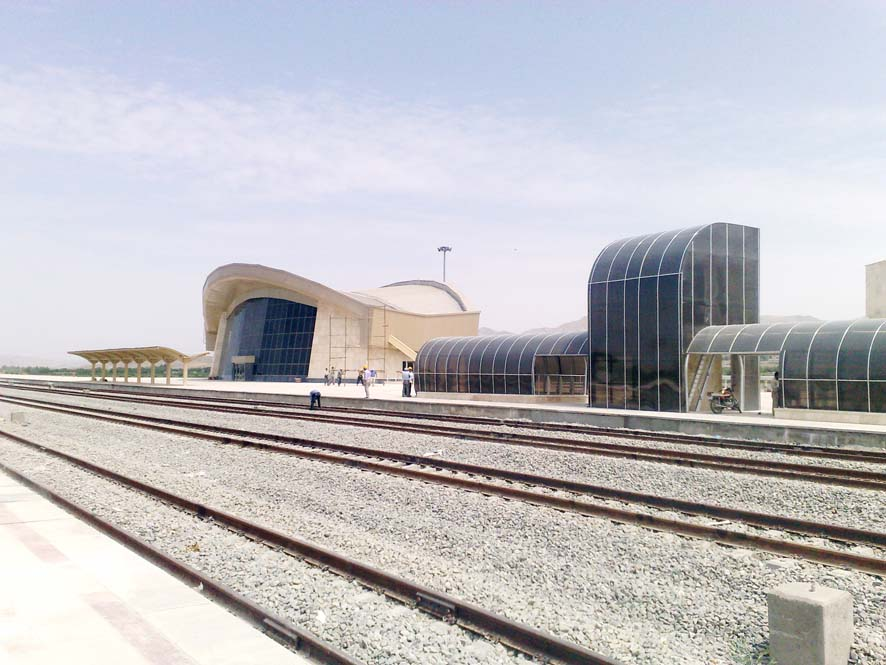
Estação ferroviária